# Lịch sử mại dâm

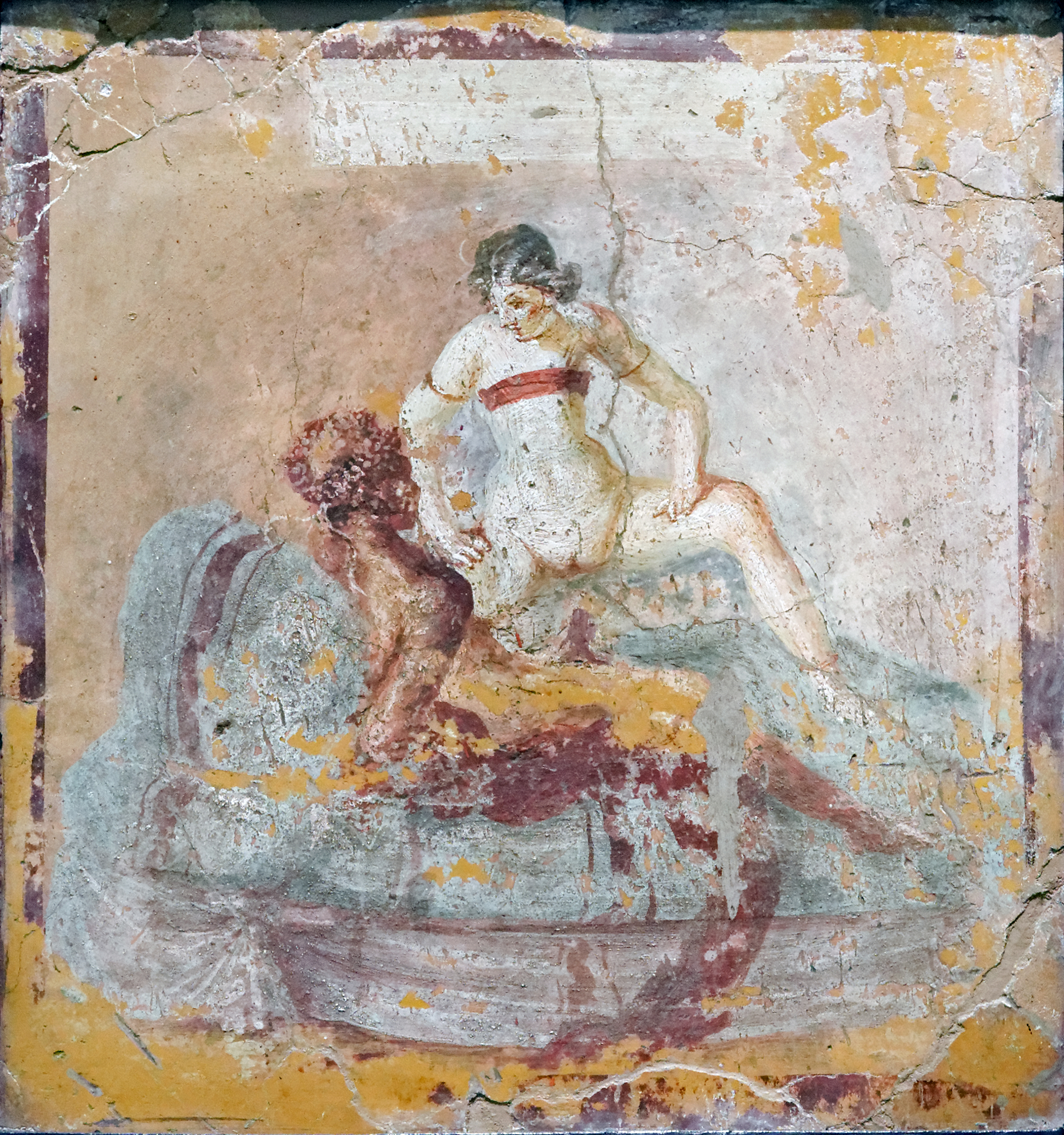
Một cảnh khiêu dâm từ một bức bích họa của Pompeii, -50 sau Công nguyên, Bảo tàng bí mật, Napoli

Hoạt động Mại dâm đã tồn tại trong các nền văn hóa từ thời kỳ cổ đại đến hiện đại. Mại dâm được xem là "nghề cổ nhất thế giới", nhưng sự thật là nghề nông, săn bắn hoặc chăn nuôi có thể là những nghề cổ nhất thực sự.

## Cận Đông cổ đại
Trong thời Cận Đông Cổ đại, khu vực này nổi tiếng với nhiều đền thờ, nơi được coi như "ngôi nhà của thiên đường" và được xây dựng để tôn vinh các vị thần. Các đền thờ này đã được ghi lại trong tác phẩm The Histories của nhà sử học Hy Lạp Herodotus. Trong các đền thờ này, mại dâm thiêng liêng đã trở thành một thực tế phổ biến. Ghi chép của người Sumer, có niên đại từ khoảng năm 2400 trước Công nguyên, là tài liệu sớm nhất đề cập đến mại dâm như một nghề nghiệp. Những ghi chép này miêu tả về một nhà chứa trong một đền thờ do các tu sĩ Sumer điều hành ở thành phố Uruk. Đền thờ này, được gọi là "kakum", dành riêng cho nữ thần Ishtar và trở thành nơi sinh sống của ba tầng lớp phụ nữ. Tầng lớp phụ nữ đầu tiên chỉ được phép tham gia các nghi lễ tình dục trong đền thờ, tầng lớp thứ hai được phép vào khuôn viên và phục vụ du khách, trong khi tầng lớp thứ ba thì sống trong khuôn viên đền thờ. Tầng lớp thứ ba cũng được tự do tìm kiếm khách trên đường phố.
Ở vùng Canaan, một phần đáng kể của ngành mại dâm trong đền thờ là nam giới. Mại dâm nam cũng được thực hiện rộng rãi ở Sardinia và trong một số nền văn hóa Phoenicia, thường được thực hiện nhằm tôn vinh nữ thần Ashtart. Có thể dưới tác động của người Phoenicia, thói quen này đã lan rộng sang các cảng khác trên biển Địa Trung Hải. Trong những năm tiếp theo, mại dâm thiêng liêng và các hình thức tương tự dành cho phụ nữ đã được biết đến ở Hy Lạp, La Mã, Ấn Độ, Trung Quốc và Nhật Bản.  Những phong tục như vậy chấm dứt sau khi Giáo hoàng Constantinô đến vào khoảng năm 320 sau Công nguyên, khi ông phá hủy các đền thờ nữ thần và thay thế bằng các nghi lễ tôn giáo của Cơ đốc giáo.

### Hy Lạp

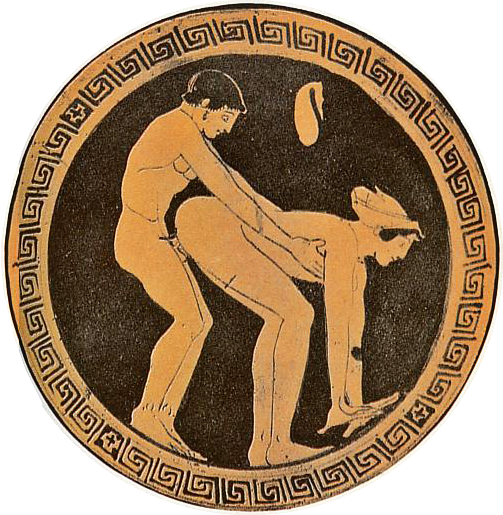
Một cảnh quan hệ tình dục giữa một nam giới và một gái mại dâm Hetaira. Một túi tiền treo trên tường. Đáy của một cái cốc rượu cổ Hy Lạp ly rượu. 480–470 trước CN

### Rome

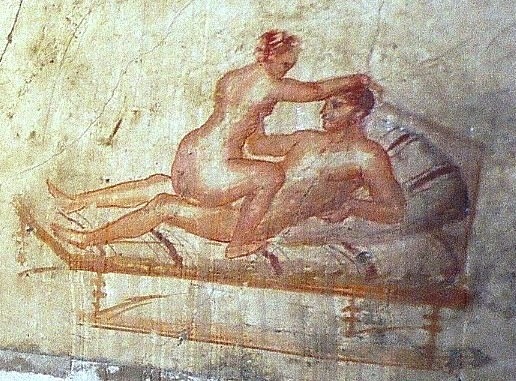
Fresco từ nhà thổ của Pompeii

### Nhật Bản

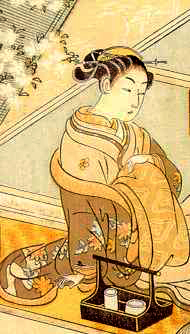
Bức tranh ukiyo-e của Suzuki Harunobu năm 1765 miêu tả một oiran đang chuẩn bị để phục vụ một khách hàng.

## Thời trung cổ

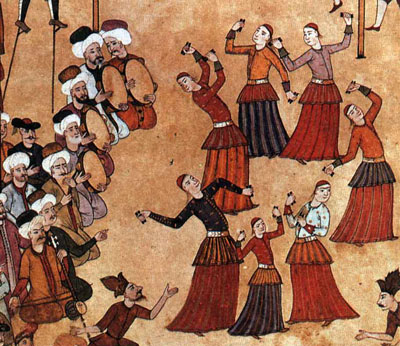
Đoàn kịch Köçek trình diễn tại một hội chợ. Köçeks là những nghệ sĩ giải trí và cũng có vai trò là gái mại dâm trong đế chế Ottoman. Họ được tuyển chọn từ các nhóm dân tộc thuộc địa.

## Thế kỷ 16–17

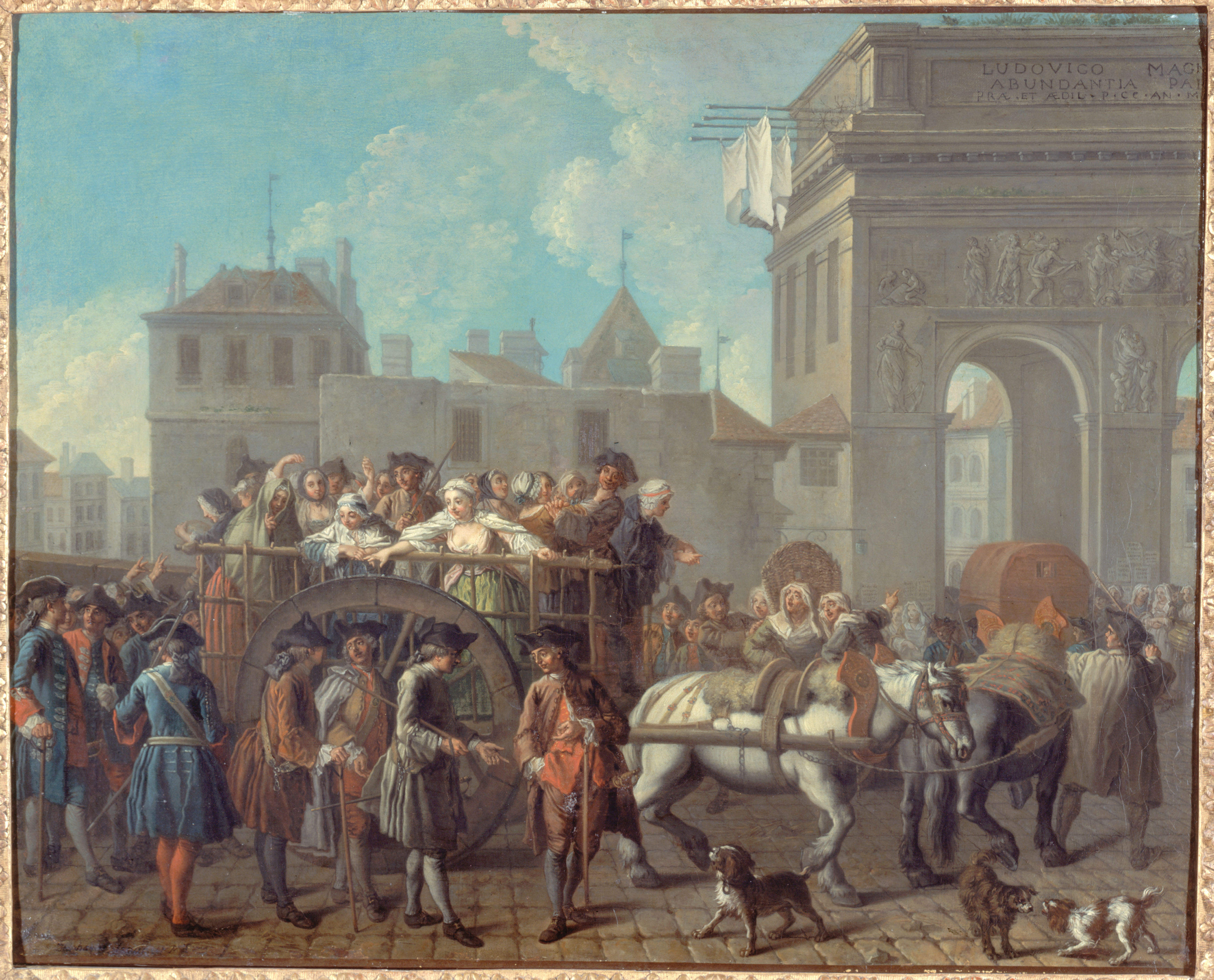
Gái mại dâm Pháp bị đưa về đồn; tranh của Étienne Jeaurat

## Thế kỷ 19

Bức tranh Albertine tại Phòng chờ của Bác sĩ Cảnh sát là một tác phẩm nghệ thuật được vẽ bởi nhà văn và họa sĩ Christian Krohg người Na Uy trong khoảng thời gian từ năm 1885 đến 1887. Bức tranh này minh họa cho cuốn tiểu thuyết gây tranh cãi của ông có tựa đề "Albertine" về cuộc sống của một cô gái mại dâm.